# Gros Tony
Pour les articles homonymes, voir D'Amico.
 (avril 2024).
Si vous disposez d'ouvrages ou d'articles de référence ou si vous connaissez des sites web de qualité traitant du thème abordé ici, merci de compléter l'article en donnant les références utiles à sa vérifiabilité et en les liant à la section « Notes et références ».
Gros Tony (Fat Tony) de son vrai nom Anthony D'Amico est un personnage fictif de l'univers des Simpson.

## Profil
Caricature du mafieux italo-américain, il est toujours accompagné de ses hommes de main Guibole et Louie, puis plus tard Johnny « Bouche Cousue ». Son vrai nom (révélé dans les épisodes Le Roi du ring et dans Une fille de clown) est Anthony D'Amico. 
Selon un homme de main de la Mafia, Franky le bavard, Gros Tony s'appellerait Marion. 
Il est coutumier de toutes sortes de magouilles (extorsion, racket, intimidation). Homer découvrira notamment qu'il fabriquait du lait pour les enfants avec des rats.
Dans l'épisode 5 de la Saison 13, La Vieille Peur d'Homer, on apprend que lui avec Louie et Legs ont été des délinquants qui ont voulu dresser un brimade sur Homer, Carl et Lenny jusqu'à l'intervention de Moe Szyslak.
Dans l'épisode 22 de la saison 13, Flic de choc, on apprend que sa chanson préférée est Radar Love de Golden Earring.
Dans le premier épisode de la saison 18, Parrain par intérim, on apprend qu'il a un fils nommé Michael qui veut devenir cuisinier (cet enfant est aussi cité dans l'épisode 14 de la saison 16 Le Bon, les Brutes et la Balance).
Gros Tony se marie brièvement à Selma Bouvier dans l'épisode La Vraie Femme de Gros Tony de la saison 22.
Gros Tony meurt dans l'épisode Gym Tony de la saison 22. Pour ne pas attrister les fans, les scénaristes ont fait intervenir son cousin, Gym Tony. À l'origine svelte et très musclé, ce dernier prend peu à peu du poids et succède à Gros Tony à la tête de la mafia de Springfield.

## Personnage

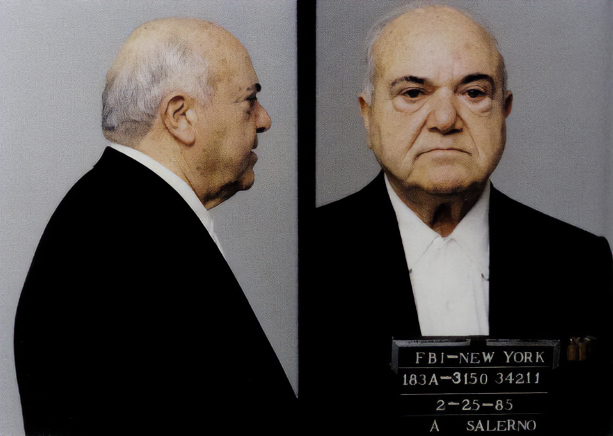
Gros Tony Salerno, une des sources d'inspiration du personnage (photo d'arrestation du FBI, 1986).

Ce personnage tient son nom de l'authentique Anthony "Fat Tony" Salerno (1911 – 1992), célèbre parrain de la mafia new-yorkaise à la fin du XXe siècle, mort en détention à Springfield (Missouri). 
Gros Tony (William Gros Gras Dur Williams, au Québec dans la première apparition) est une caricature des personnages des films de mafia, en particulier la franchise Le Parrain (et dans les saisons ultérieures, Les Soprano). Son surnom est peut-être une référence à "Black Tony", le Don de la famille Stracci dans Le Parrain, ou bien à Tony Montana. Après 1999, Gros Tony est clairement basé sur Tony Soprano de la série Les Soprano. Dans plusieurs épisodes le thème d'introduction des Soprano est joué lors des apparitions de Gros Tony. De plus, son physique fait référence au parrain de la mafia "Paul Cicero" interprété par Paul Sorvino dans le film Les Affranchis.
Dans l'épisode Moe, le baby-sitter, plusieurs références intéressantes concernent Gros Tony. Pour divertir ses subordonnés, Gros Tony met une tranche d'orange dans sa bouche comme le fait le Don Corleone du film Le Parrain. Le nom de son fils est une référence à Michael Corleone.
Sa maison ressemble aussi fortement à celle de Tony Montana dans le film Scarface.

## Apparitions
Gros Tony fait des apparitions récurrentes dans plusieurs épisodes, mais ici, il ne sera fait mention que de ses apparitions importantes. Dans le film, il veut se débarrasser d'un cadavre avec sa bande.
1. Le Petit Parrain (Saison 3 : épisode 4).
2. Homer le clown (Saison 6 : épisode 15).
3. J'y suis, j'y reste (Saison 7 : épisode 23).
4. Pour quelques bretzels de plus (Saison 8 : épisode 11).
5. Homer, le baron de la bière (Saison 8 : épisode 18).
6. L'Abominable Homer des neiges (Saison 9 : épisode 23).
7. Homer, garde du corps (Saison 10 : épisode 9).
8. Un jouet qui tue (Saison 11 : épisode 9).
9. Il était une « foi » (Saison 11 : épisode 11).
10. Une fille de clown (Saison 12 : épisode 3).
11. Triple Erreur (Saison 12 : épisode 18).
12. La Vieille Peur d'Homer (Saison 13 : épisode 5).
13. Flic de choc (Saison 13 : épisode 22).
14. Le Député Krusty (Saison 14 : épisode 14).
15. La Guerre pour les étoiles (Saison 14 : épisode 16).
16. Moe, le baby-sitter (Saison 14 : épisode 22).
17. Le Bon, les Brutes et la Balance (Saison 16 : épisode 14).
18. Ma femme s'appelle reviens (Saison 17 : épisode 1).
19. Parrain par intérim (Saison 18 : épisode 1).
20. Sexe, Mensonges et Gâteaux (Saison 20 : épisode 1).
21. À tyran, tyran et demi (Saison 21 : épisode 17) (Caméo).
22. Chef de cœur (Saison 21 : épisode 18).
23. Gym Tony (Saison 22 : épisode 9).
24. La Vraie Femme de Gros Tony (Saison 22 : épisode 19).
25. L'Homme qui vint pour être le dîner (Saison 26 : épisode 10).